# (37810) 1997 YP17
1997 YP17 (asteroide 37810) é um asteroide da cintura principal. Possui uma excentricidade de 0.12498550 e uma inclinação de 3.44238º.
Este asteroide foi descoberto no dia 31 de dezembro de 1997 por Spacewatch em Kitt Peak.